# Samuel Aba
Samuel Aba (cca 990 – 5. červenec 1044) byl v letech 1041–1044 uherský král a podle některých zdrojů v letech 1038–1041 i kníže Nitranského knížectví.

## Uherský král

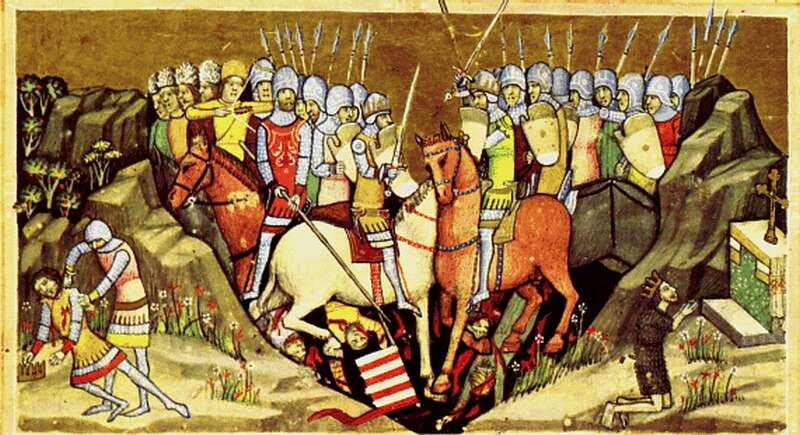
Bitva u Menfö a smrt Samuela Aby na dobové miniatuře.

Pocházel z kmene Chazarů, patřících k turkické jazykové rodině. Jeho rodiče nejsou známi, jeho manželkou byla dcera uherského velkoknížete Gejzy, byl tedy švagrem prvního uherského krále Štěpána I. Štěpánovi zahynul jediný syn na lovu a jako následníka si vybral svého synovce Petra, syna benátského dóžete.
Roku 1041 byl král Petr Orseolo vyhnán ze země a nahrazen palatinem Samuelem Abou. Petr utekl do říše k Adalbertovi, markraběti bavorské východní marky. S Adalbertovou pomocí hledal zastání u císaře Jindřicha III., který byl v tu dobu plně zaměstnán novou vojenskou výpravou na české území. Na konci léta 1041 německé sbory vtrhly znovu do Čech a bez větších obtíží směřovaly ku Praze. Kníže Břetislav I. vzdal obranu a 15. října v Řezně bosý a v rouše kajícníka padl Jindřichovi k nohám, vzdal se vlády a žádal o odpuštění. Byla mu udělena milost, složil lenní hold a přísahu věrnosti.
Petr Orseolo v tomtéž čase získal Jindřichovu milost také, prosil za odpuštění a slíbil, že se císaři poddá, když bude znovu dosazen na uherský trůn.
Císař roku 1042 vytáhl spolu s knížetem Břetislavem do Uher. Výprava byla neúspěšná. Stejně tak výprava roku 1043 nepřinesla tolik žádanou změnu na uherském trůně. V mezičase nechal Samuel Aba o Velikonocích popravit na padesát velmožů sympatizujících s Petrem Orseolem. Až 5. července 1044 v bitvě u Ménfő Samuela Abu Orseolovi spojenci porazili na hlavu a uherští velmoži začali opět masivně přebíhat k Benátčanovi. Petr Orseolo byl v Székesfehérváru znovu uveden na uherský trůn. Samuel Aba byl uvězněn a posléze popraven.